# Aston, Cote, Shifford and Chimney
Aston, Cote, Shifford and Chimney är en civil parish i distriktet West Oxfordshire i Storbritannien. Den ligger i grevskapet Oxfordshire och riksdelen England, i den södra delen av landet, 100 km väster om huvudstaden London. Orten har 1 374 invånare (2011). Som namnet antyder innehåller denna civil parish fyra byar: Aston, Cote, Shifford och Chimney. Söder om byarna rinner Themsen.